# نوفل بن خويلد
نوفل بن خويلد هو نوفل بن خويلد بن أسد بن عبد العزى بن قصي القرشي أخو خديجة بنت خويلد زوج النبي. أحد سادة قريش ممن وقفوا ضد الإسلام وحاربوه.
كان نوفل من فرسان قريش المعدودين ويلقب بأسد قريش، وكانت قريش تعظمه وتقدمه وتطيعه. كان في معسكر المشركين المناويء للنبي في غزوة بدر وهي أول -ومن أهم- معارك "العصر النبوي"، وفيها قتله علي بن أبي طالب في السنة الثانية للهجرة.
روي في كتاب الإرشاد عن محمّد بن إسحاق، عن يزيدَ بن رُوْمان، عن عرُوة بن الزبير: أنّ علي أقبل يومَ بدر نحو طُعَيْمَة بن عَدِيّ بن نَوْفَل فشَجَره بالرُمح، وقال له: «والله، لاتخاصِمُنا في اللّه بعد اليوم أبداً». وروى عبد الرَزاق، عن مَعْمَر، عن الزُهْريّ قال: لمّا عَرَف رسول اللّه حضور نَوْفَل بن خُويَلد بدراً قال: «اللّهم اكفِني نَوْفلاً» فلما انكشفَتْ قريش رآه عليّ بن أبي طالب وقد تحيّر لايَدري ما يَصْنع، فصَمَدَ له ثمّ ضربه بالسيف فنَشِبَ في حَجَفته فانتزعه منها، ثمّ ضرب به ساقَه -وكانت دِرعه مُشَمّرَة- فقطعها، ثمّ أجهز عليه فقتله. فلما عاد إلى النبي سَمِعه يقول: «مَنْ له علمً بنَوْفل؟ فقال له: أنا قتلتُه يارسولَ الله» فكبّر النبي وقال: «الحمد للّه الذي أجاب دعوتي فيه».علما>> ان علي بن ابي طالب كان قطب الرحى في جميع المعارك الذي خاضها النبي صلى الله عليه وسلم